# فيفى سلامة
فيفى سلامة رقاصة مصرية، شاركت فى أداء بعض الرقصات فى بعض الأفلام، ومن أشهرها، فيلم الظلم حرام فى سنة 1954، وفيلم عفريتة اسماعيل ياسين فى سنة 1954، وفيلم دليلة فى سنة 1956، وفيلم لن أعود فى سنة 1959

## فيلموجرافيا
تمثيل (12)
- الناس اللى تحت 1960 - فيلم

- لن أعود 1959 - فيلم

- إسماعيل يس فى مستشفى المجانين 1958 - فيلم راقصة فى الفرح

- الأخ الكبير 1958 - فيلم راقصة

- الحب العظيم 1957 - فيلم راقصة

- دليلة 1956 - فيلم واحده من الراقصات

- زنوبة 1956 - فيلم

- نداء الحب 1956 - فيلم راقصة

- مدرسة البنات 1955 - فيلم

- مملكة الستات 1955 - فيلم راقصة

- الظلم حرام 1954 - فيلم

- عفريتة إسماعيل يس 1954 - فيلم راقصة

## وصلات خارجية
لم يُعثَر على روابط لمواقع التواصل الاجتماعي.